# Great Indian Peninsula Railway
| Streckennetz der Great Indian Peninsula Railway im Jahre 1871 |                        |                                   |                                |
| Streckenlänge: | 2037 km                |                                   |                                |
| Spurweite: | 1676 mm (Kolonialspur) |                                   |                                |
| Stromsystem: | 1500 =                 |                                   |                                |
| Maximale Neigung: | 27 ‰                   |                                   |                                |
| Minimaler Radius: | 300 m                  |                                   |                                |
| |                        |                                   |                                |
| Streckennetz 1871 |                        |                                   |                                |
| \| \| \| Bombay \| ab 1853 \| \| \| \| BB&CI nach Churchgate in Bombay \| ab 1867 \| \| \| \| Mahim (Bombay) \| \| \| \| \| BB&CI nach Baroda \| ab 1859 \| \| \| \| Thane \| \| \| \| \| Thane Viaduct über Thane Creek \| \| \| \| \| Kalyan \| \| \| \| \| \| \| \| \| \| Palasdhari \| \| \| \| \| Khopoli \| \| \| \| \| Bhor Ghat \| ab 1884 \| \| \| \| Khandala \| \| \| \| \| Kasara \| \| \| \| \| Thal Ghat \| ab 1865 \| \| \| \| Igatpuri \| \| \| \| \| Dapoorie Viaduct über Mula \| \| \| \| \| Pune \| \| \| \| \| Solapur \| \| \| \| \| Raichur \| \| \| \| \| Madras Railway nach Madras \| ab 1871 \| \| \| \| Bhusawal \| \| \| \| \| Nagpur \| \| \| \| \| Jabalpur \| \| \| \| \| East Indian Railway nach Calcutta \| ab 1871 \| |                        |                                   |                                |
| Kopfbahnhof Streckenanfang |                        | Bombay                            | ab 1853                        |
| Abzweig geradeaus und nach links · Abzweig von links und von rechts |                        | BB&CI nach Churchgate in Bombay   | ab 1867                        |
| Strecke · Haltepunkt / Haltestelle |                        | Mahim (Bombay)                    | Mahim (Bombay)                 |
| Strecke · Strecke nach links |                        | BB&CI nach Baroda                 | ab 1859                        |
| Bahnhof |                        | Thane                             | Thane                          |
| Brücke über Wasserlauf |                        | Thane Viaduct über Thane Creek    | Thane Viaduct über Thane Creek |
| Bahnhof |                        | Kalyan                            | Kalyan                         |
| Abzweig geradeaus und nach links · Strecke von rechts |                        |                                   |                                |
| Bahnhof · Strecke |                        | Palasdhari                        | Palasdhari                     |
| Kopfbahnhof Streckenanfang und quer · Abzweig geradeaus und nach rechts · Strecke |                        | Khopoli                           | Khopoli                        |
| Grenze · Strecke |                        | Bhor Ghat                         | ab 1884                        |
| Bahnhof · Strecke |                        | Khandala                          | Khandala                       |
| Strecke · Bahnhof |                        | Kasara                            | Kasara                         |
| Strecke · Grenze |                        | Thal Ghat                         | ab 1865                        |
| Strecke · Bahnhof |                        | Igatpuri                          | Igatpuri                       |
| Brücke über Wasserlauf · Strecke |                        | Dapoorie Viaduct über Mula        | Dapoorie Viaduct über Mula     |
| Bahnhof · Strecke |                        | Pune                              | Pune                           |
| Bahnhof · Strecke |                        | Solapur                           | Solapur                        |
| Bahnhof · Strecke |                        | Raichur                           | Raichur                        |
| Strecke nach rechts · Strecke |                        | Madras Railway nach Madras        | ab 1871                        |
| Bahnhof |                        | Bhusawal                          | Bhusawal                       |
| Kopfbahnhof Streckenanfang und quer · Abzweig geradeaus und nach rechts |                        | Nagpur                            | Nagpur                         |
| Bahnhof |                        | Jabalpur                          | Jabalpur                       |
| Bahnhof |                        | East Indian Railway nach Calcutta | ab 1871                        |

Die Great Indian Peninsula Railway, zuerst Great Indian Peninsular Railway Company, abgekürzt GIPR, deutsch etwa Große Eisenbahn der indischen Halbinsel, war eine Vorgänger-Gesellschaft der Central Railway, mit Hauptsitz im Bahnhof Boree Bunder in Mumbai, der später zum Victoria Terminus wurde. Die GIPR war die erste Eisenbahngesellschaft Asiens.

## Geschichte

### Vorgeschichte
Lord Dalhousie untersuchte bereits 1843 die Möglichkeit, Indien mit Hilfe der Eisenbahn zu erschließen. Er schlug eine Verbindung der drei Häfen Bombay, Calcutta und Madras vor. Noch im gleichen Jahr reiste in seinem Auftrag der Ingenieur George T. Clarke nach Indien. Zusammen mit dem Parsen Framji Cawasji Banaji gründete er 1844 die Bombay Great Eastern Railway, welche eine 36 km lange doppelspurige Eisenbahnstrecke von Bombay nach Tannah plante, die sich dort in zwei Strecken zu den Pässen Bhor Ghat und Thal Ghat in den Westghats aufgeteilt hätte. Das gesamte Streckennetz wäre 86 km lange gewesen. Die Gesellschaft wurde bereits am 21. April 1845 wegen Finanzproblemen wieder aufgelöst.

### Gründung
Die 1845 mit Hauptsitz in London gegründete Great Indian Peninsula Railway Company (GIPR) sollten die Pläne der fallierten Bombay Great Eastern Railway weiter verfolgen und hatte noch größere Pläne: mit einer 2100 km langen Strecke sollte Bombay nicht nur mit dem Landesinneren der indischen Halbinsel, sondern auch mit einem wichtigen Hafen an der Ostküste verbunden werden. Zuerst sollten aber wenigstens die Städte Pune, Nashik, Aurangabad, Ahmednagar, Solapur, Nagpur, Amravati und Hyderabad an Bombay angebunden werden. Mit der Bahn sollte der Export von Baumwolle, Seide, Opium, Zucker und Gewürzen gesteigert werden. Der Verwaltungsrat bestand aus 25 Briten, darin eingeschlossen Beamten der Ostindien-Kompanie und Bankangestellte aus London. Die meisten waren wohnhaft in England, einige aber auch mit Wohnsitz in Indien. Der erste Vorstand bestand aus den folgenden Mitgliedern: John Stuart-Wortley, Member of Parliament und Verwaltungsratsvorsitzender, W.J Hamilton, Member of Parliament und Stellvertreter des Verwaltungsratsvorsitzenden, Frederick Ayrton, zuvor Angestellter der East India Company, die Kavalleristen Mayor Clayton und Generalmajor Briggs, John Grahama und Oberst Dickenson, Bürger von Bombay, John Harvey von der Commercial Bank of London und S.Jervis, Direktor der London and County Bank an der Lombard Street, Direktoren von Eisenbahngesellschaften wird Richard Paterson, Vorsitzender der Northern and Eastern Railway und Melvil Wilson, Direktor des Alliance Assurance Office.
Die GIPR scheiterte aber zuerst auch an der Finanzierung. Erst der am 1. August 1849 verabschiedete britischen Parlamentsbeschluss, welche der Bahngesellschaft einen festen Zins auf dem aufgenommenen Kapital garantierte, erlaubte der Bahngesellschaft ein Aktienkapital von 50.000 Pfund Sterling aufzunehmen und operativ zu werden. Sie unterzeichnete am 17. August 1849 einen formellen Vertrag mit der East India Company für den Bau und Betrieb einer 36 km langen Versuchsstrecke, die später Teil einer Fernstrecke zwischen Bombay und dem Distrikt Khandesh und der Provinz Berar werden sollte. Der Vorstand der East India Company ernannte James John Berkeley zum leitenden ortsansässigen Ingenieur und C. B. Kar, sowie R. W. Graham als seine Assistenten.

### Eröffnung der Hauptstrecken

#### Bombay–Tannah
Im Jahre 1853 konnte die erste Eisenbahnstrecke Indiens eröffnet werden, die vom Bombay zum 34 km entfernten Tannah führte. Am 16. April verließ der erste Zug der Great Indian Peninsula Railway den Boree-Bunder-Bahnhof in Bombay in Richtung Tannah. Er benötigte 57 Minuten um seinen Zielbahnhof zu erreichen. Der mit 400 geladenen Gästen besetzte Zug bestand aus 14 Wagen, die von den drei Lokomotiven Sultan, Sindh und Sahib gezogen wurde.

#### Südöstliche Hauptlinie

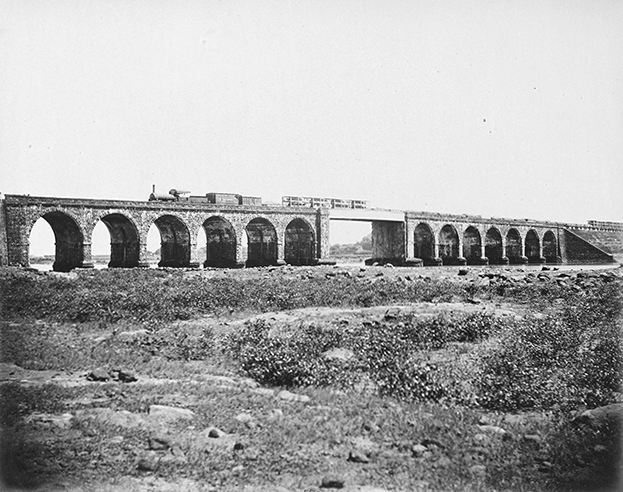
Ein Zug auf dem Tanna-Viadukt bei Bombay im Jahr 1855.

Der Streckenabschnitt Tannah–Kalyan wurde am 1. Mai 1854 eröffnet. Der Bau dieses Abschnitts war schwierig, weil eine doppelspurige Brücke – die erste Eisenbahnbrücke Indiens, über den Thane Creek und zwei Tunnel gebaut werden mussten. Am 12. Mai 1856 wurde die Strecke über Palasdhari nach Khopoli verlängert und am 14. Juni 1858 wurde der Inselbetrieb auf der Strecke Khandala-Poonah aufgenommen. Der Abschnitt Palasdhari–Khandala schloss die schwierige Überquerung des Bhor Ghat ein und benötigte weitere fünf Jahre für die Fertigstellung. In dieser Zeit wurde die 21 km lange Lücke im Eisenbahnbetrieb von Khopoli aus mit Sänften, Ponys und Wagen von überwunden. Die südöstlich verlaufende Hauptlinie wurde von Poonah über Solapur nach Raichur, wo die Madras Railway erreichte wurde und somit die durchgehende Eisenbahnverbindung Bombay–Madras fertiggestellt war.

#### Nordöstliche Hauptlinie
Von Callian wurde die Strecke nach Kasara am 1. Januar 1861 eröffnet und der steigungsreiche Streckenabschnitt über den Thal Ghat nach Igatpuri wurde am 1. Januar 1865 in Betrieb genommen, womit die Überquerung Westghats vollbracht war. Die Strecke wurde weiter nach Bhusawal in der Nähe von Nusseerabad verlängert, wo sie die Strecke verzweigte. Ein Ast führte durch das Baumwollanbaugebiet Amravati bis nach Nagpur und der andere führte nach Jabalpur, wo sie an die Zweigstrecke Allahabad–Jabalpur der East Indian Railway (EIR) anschloss. Die Verbindung Bombay–Kalkutta wurde offiziell am 7. März 1870 eröffnet und fand in dem von Jules Verne geschriebenen Roman Reise um die Erde in 80 Tagen Erwähnung. Anlässlich der Eröffnungsfeier kam Lord Mayo, der Vizekönig von Britisch-Indien zum Schluss, dass es wünschenswert wäre, so schnell wie möglich das ganze Land mit einem Netz von Eisenbahnstrecken des gleichen Systems zu erschließen.

### Weitere Entwicklung
Im Jahre 1868 war das Streckennetz 888 km und im Jahre 1870 war es 2.037 km lang.
Ende 1874 war die GIPR im Besitz von 345 Lokomotiven, 1309 Personen- und 7924 Güterwagen. 1906 kaufte die Gesellschaft einen Dampftriebwagen bei Kerr, Stuart & Company.
Am 30. Juni 1900 wurden die Vermögenswerte der GIPR durch das Government of India übernommen und mit denjenigen der Indian Midland Railway zusammengelegt, die ein Netz von Breitspurlinien in der Region von Jhansi betrieb. Die beiden Bahnen wurden durch eine neu gebildete Gesellschaft, die ebenfalls den Namen Great Indian Peninsula Railway trug, weitergeführt. 1878 wurde die staatlich finanzierte Bahnstrecke Dhond–Manmad eröffnet, welche als Tangentialstrecke die Verbindung Madras–Allahabad verkürzte und den Umweg über Callian unnötig machte.
Das Streckennetz der GIPR bestand 1918 aus 4300 km Breitspurstrecken und 1240 km Schmalspurstrecken mit einer Spurweite von 762 mm (2,5 Fuß). Die längste Schmalspurstrecke war die 189 km lange Ellichpur–Murtazapur–Yeotmal Railway in der Nähe von Nagpur, welche 1913 durchgehend eröffnet wurde.

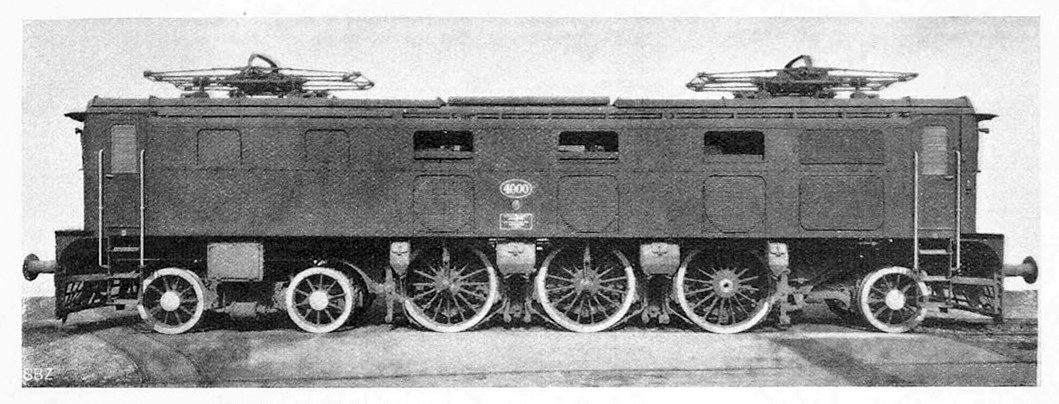
Elektrolokomotive der Klasse EA/1

Am 3. Februar 1925 wurde in Bombay der elektrische Betrieb mit 3000 V Gleichspannung auf der S-Bahn-Strecke Victoria Terminus–Kurla aufgenommen. Noch im gleichen Jahr ging am 1. Juli die Verwaltung der Bahn an die Regierung über und die Strecke Jabalpur–Allahabad der EIR wurde der GIPR zugeteilt. Die Elektrifizierung wurde fortgesetzt und erreichte am 1929 Kalyan und 1930 Pune und Igatpuri. Die GIPR beschafft im Jahre 1929 als eine der ersten Bahnen in Asien einen kombinierten Dyanamometer- und Gleismesswagen. Die Messgeräte stammen von Amsler in Schaffhausen.
Am 1. Juni 1930 verkehrte das erste Mal der Deccan Queen, der erste von einer Elektrolok gezogene Luxuszug in Indien, der die Städte Bombay und Pune miteinander verband. Zugmaschine war die EA/1 4006, die später den Namen Sir Roger Lumley, dem Gouverneur von Bombay in den 1930er Jahren, erhielt und heute im National Rail Museum of India in Neu-Delhi ausgestellt ist.
Bis 1936 wuchs der Bestand an Fahrzeugen auf 835 Lokomotiven, 1285 Personen- und über 20 000 Güterwagen.
Am 5. November 1951 wurde die GIPR zusammen mit der Nizam’s Guaranteed State Railway, der Dholpur State Railway und der Scindia State Railway in die Central Railway eingegliedert.

## Klassifizierung
Die GIPR wurde nach der von der indischen Regierung 1926 eingeführten Indian Railway Classification als Eisenbahn der Klasse I eingestuft. Gemessen am Nettojahresumsatz war die GIPR 1927 mit 57.343.000 Rupien die drittgrößte Eisenbahngesellschaft Indiens.